# جاکومو برتا
جاکومو بِرِتا (به ایتالیایی: Giacomo Beretta) (زاده ۱۴ مارس ۱۹۹۲ در وارزه) مهاجم ایتالیایی باشگاه آ.ث. میلان است که در حال حاضر به صورت قرضی برای باشگاه لچه توپ می‌زند.
او به همراه میلان در فصل ۱۱–۲۰۱۰ فاتح اسکودتو شد.

## آمار
| باشگاه       | فصل     | لیگ داخلی  | لیگ داخلی | جام داخلی  | جام داخلی | رقابت‌های اروپایی1 | رقابت‌های اروپایی1 | سایر مسابقات | سایر مسابقات | مجموع      | مجموع    |
| باشگاه       | فصل     | تعداد حضور | تعداد گل  | تعداد حضور | تعداد گل  | تعداد حضور        | تعداد گل          | تعداد حضور   | تعداد گل     | تعداد حضور | تعداد گل |
| ------------ | ------- | ---------- | --------- | ---------- | --------- | ----------------- | ----------------- | ------------ | ------------ | ---------- | -------- |
| آ.ث. میلان   | ۲۰۱۰–۱۱ | ۱          | ۰         | ۰          | ۰         | ۰                 | ۰                 | –            | –            | ۱          | ۰        |
| آسکولی       | ۲۰۱۱–۱۲ | ۱۳         | ۱         | ۲          | ۰         | –                 | –                 | –            | –            | ۱۵         | ۱        |
| یووه استابیا | ۲۰۱۱–۱۲ | ۸          | ۰         | ۰          | ۰         | –                 | –                 | –            | –            | ۸          | ۰        |
| پاویا        | ۲۰۱۲–۱۳ | ۲۸         | ۱۰        | ۰          | ۰         | –                 | –                 | –            | –            | ۲۸         | ۱۰       |
| مجموع        | مجموع   | ۴۷         | ۱۰'       | ۲          | ۰         | ۰                 | ۰                 | ۰            | ۰            | ۵۲         | ۱۱       |

1رقابت‌های اروپایی شامل لیگ قهرمانان اروپا.